# 2. децембар
2. децембар (2.12.) је 336. дан године по грегоријанском календару (337. у преступној години). До краја године има још 29 дана.

## Догађаји
- 1254 — Краљ Сицилије Манфред победио у бици код Фође папску војску и задржао своје краљевство.
- 1804 — Папа Пије VII у Паризу крунисао Наполеона Бонапарту за цара Француске.
- 1805 — Француска војска под командом Наполеона Бонапарте је поразила руску и аустријску војску у бици код Аустерлица.
- 1823 — Председник САД Џејмс Монро у Конгресу САД објавио Монроову доктрину, којим је проглашена изолационистичка политика САД.
- 1848 — Аустријски цар Фердинанд I абдицирао у корист свог синовца Франца Јозефа I.
- 1852 — У Француској проглашено Друго царство с царем Шарлом Лујем Наполеоном III Бонапартом.
- 1859 — Милитатни аболационистички вођа Џон Браун је обешен због свог препада од 16. октобра на Харперс Фери.
- 1901 — Амерички проналазач Кинг Кемп Џилет патентирао први ножић за бријање с двоструком оштрицом.
- 1908 — Пу Ји је постао кинески цар у својој другој години.
- 1917 — Русија и Централне силе су потписале примирје у Брест-Литовску и започели мировне преговоре који су довели до Брест-литовског мира.
- 1942 — На Универзитету у Чикагу, где су нуклеарни физичари предвођени Енриком Фермијем радили на тајном пројекту израде атомске бомбе, први пут је демонстрирана нуклеарна ланчана фисија.
- 1950 — Одлуком Уједињених нација бивша италијанска колонија Еритреја ушла у састав Етиопије као аутономна област.
- 1954 — Сенат Сједињених Америчких Држава изрекао јавни прекор сенатору Џозефу Макартију због његовог свирепог понашања током истражног поступка против хиљада људи који су били осумњичени да су комунисти.
- 1971 —
  - Совјетски васионски брод без људске посаде “Марс III” спустио се на Марс.
  - Од шест емирата у Персијском заливу, Абу Дабија, Дубаија, Шарџе, Аџмана, Ума ал Кајвајн и Фуџејра основана федерација Уједињених Арапских Емирата.
- 1972 — У пожару који је избио током музичког фестивала у јужнокорејском главном граду Сеулу погинуло најмање 50 особа.
- 1975 — У Лаосу власт преузели комунисти и прогласили крај 600 година старе монархије.
- 1982 — Хирург Вилијам де Врис на клиници Универзитета Јуте у америчком граду Солт Лејк Ситију је применио прво вештачко срце од полиуретана. Пацијент, пензионисан зубар Барни Кларк, живео с тим срцем 112 дана.
- 1990 — После уједињења Немачке, коалиција десног центра канцелара Хелмута Кола однела убедљиву победу на првим свенемачкима изборима од 1932.
- 1994 — Филипински ферибот с више од 600 путника потонуо у Манилском заливу после судара с теретним бродом. Живот изгубило 140 особа.
- 1998 — СФОР у Бијељини ухапсио Радислава Крстића, активног генерала Војске Републике Српске, и предао га Међународном суду за ратне злочине у Хагу. Хашки суд оптужио Крстића за геноцид над босанским муслиманима у Сребреници 1995. и осудио га 2. августа 2001. на 46 година затвора.
- 2001 — Највећа енергетска компанија у САД, корпорација Енрон, поднела молбу њујоршком суду за заштиту од банкрота. То је био највећи банкрот у историји САД, а изазвао је велики удар на финансијским тржиштима широм света.
- 2003 — Трибунал у Хагу изрекао казну од 27 година затвора Момиру Николићу, првом официру ВРС који је признао кривицу за учешће у убиству преко 7.000 муслимана у Сребреници у лето 1995.

## Рођења
- 1859 — Жорж-Пјер Сера, француски сликар. (прем. 1891)[1]
- 1884 — Јахја Кемал Бејатли, турски песник, писац, политичар и дипломата. (прем. 1958)
- 1891 — Ото Дикс, немачки сликар и графичар. (прем. 1969)[2]
- 1901 — Рајмундо Орси, аргентинско-италијански фудбалер. (прем. 1986)[3][4]
- 1907 — Исмет Мујезиновић, југословенски и босанскохерцеговачки сликар. (прем. 1984)[5]
- 1910 — Тајсто Меки, фински атлетичар (тркач на дуге стазе). (прем. 1979)[6]
- 1923 — Марија Калас, грчка оперска певачица. (прем. 1977)[7]
- 1925 — Џули Харис, америчка глумица. (прем. 2013)[8]
- 1930 — Гари Бекер, амерички економиста, добитник Нобелове награде за економију (1992). (прем. 2014)[9]
- 1931 — Нађа Регин, српска глумица. (прем. 2019)[10]
- 1932 — Серђо Бонели, италијански стрип аутор и издавач. (прем. 2011)[11]
- 1935 — Љубомир Симовић, српски песник, писац, драматург, есејиста и преводилац. (прем. 2025)[12]
- 1944 — Ибрахим Ругова, албански политичар. (прем. 2006)
- 1946 — Ђани Версаче, италијански модни дизајнер. (прем. 1997)[13]
- 1948 — Антоњин Паненка, чешки фудбалер.[14]
- 1953 — Драган Стојковић Босанац, српски хармоникаш, композитор, аранжер и продуцент.[15]
- 1956 — Стивен Бауер, кубанско-амерички глумац.[16]
- 1968 — Луси Лу, америчка глумица и редитељка.[17]
- 1968 — Нејт Мендел, амерички музичар, најпознатији као басиста групе Foo Fighters.[18]
- 1970 — Дмитриј Ратченко, руски фудбалер.[19][20][21]
- 1971 — Франческо Толдо, италијански фудбалски голман.[22]
- 1973 — Моника Селеш, америчко-југословенска тенисерка.[23]
- 1973 — Јан Улрих, немачки бициклиста.[24]
- 1978 — Нели Фуртадо, канадска музичарка.[25]
- 1980 — Дамир Бурић, хрватски ватерполиста.[26][27][28][29][30]
- 1981 — Лезли-Ен Брант, јужноафричка глумица.
- 1981 — Данијел Прањић, хрватски фудбалер.[31]
- 1981 — Бритни Спирс, америчка музичарка, плесачица и глумица.[32]
- 1983 — Данијела Руа, америчка глумица.
- 1985 — Дорел Рајт, амерички кошаркаш.[33]
- 1989 — Матео Дармијан, италијански фудбалер.[34][35]
- 1991 — Чарли Пут, амерички музичар и музички продуцент.[36]
- 1996 — Анес Рушевић, српски фудбалер.[37][38]
- 1998 — Juice Wrld, амерички хип хоп музичар. (прем. 2019)[39]

## Смрти
- 1547 — Хернан Кортез, шпански освајач. (рођ. 1485).[40]
- 1859 — Џон Браун, амерички борац за укидање црначког ропства.[41]
- 1814 — Маркиз де Сад, француски аристрократа и књижевник[42]
- 1918 — Љубомир Ковачевић, српски историчар и политичар. (рођ. 1848)[43]
- 1969 — Климент Ворошилов, совјетски војни командант и политичар.[44]
- 1981 — Хуго Клајн, Шекспиролог[45]
- 1993 — Пабло Ескобар, шеф колумбијског нарко-картела.[46]
- 2011 — Павле Јурина, југословенски и хрватски рукометаш. (рођ. 1955)[47]

## Празници и дани сећања
- Српска православна црква данас прославља
  - Пророк Авдеј
  - Преподобни Варлам и Јоасаф